# الصبر (الديس)

'

تعديل مصدري - تعديل

الصبر هي إحدى قرى عزلة الديس بمديرية الديس التابعة لمحافظة حضرموت، بلغ تعداد سكانها 178 نسمة حسب تعداد اليمن لعام 2004.